# Druga Srbija
Druga Srbija (ili Građanska Srbija)  je izraz koji se koristi u srbijanskim intelektualnim krugovima. Nastao je na osnovu knjige "Druga Srbija" autora Ivana Čolovića i Aljoše Mimica, a koja predstavlja zbirku od 80 govora s 10 javnih tribina u Beogradu tokom proljeća 1992. Govori su predstavljali otvoreni prosvjed protiv diktature, medijskog jednoumlja, rasta nacionalizma i rata. 

## Karakteristike
Glavna aktivnost Druge Srbije početkom raspada SFR Jugoslavije bili su antiratni prosvjedi u Beogradu 1991-1992. godine, koje su vodili Žene u crnom, Centar za antiratnu akciju i Beogradski krug. Druga Srbija je postala sinonim otpora svih koji su odbili da se pomire s vlašću i nacionalističkom ideologijom Slobodana Miloševića i podržavaju novu, različitu, paralelnu Srbiju.
Ponekad se povjesničarka Latinka Perović naziva "Majkom Druge Srbije", dok se filozof Radomir Konstantinović naziva "Guru druge Srbije".

## Druga Srbija danas
Godine 2007. je pokrenuta je web stranica „Peščanik“, s rubrikom koja je nazvana „Druga Srbija“, čiji su autori opisani kao „intelektualci građanske orijentacije“.

## Vanjske poveznice
- Druga Srbija - deset godina posle: 1992-2002
- Koraks, Prva i Druga Srbija